# Дон-Базилиу
Дон-Базилиу (порт. Dom Basílio)  —  муниципалитет в Бразилии, входит в штат Баия. Составная часть мезорегиона Юго-центральная часть штата Баия. Входит в экономико-статистический микрорегион Ливраменту-ду-Брумаду. Население составляет 10 940 человек на 2006 год. Занимает площадь 742 км². Плотность населения — 16,7 чел./км².
Праздник города — 7 апреля.

## История
Город основан в 1715 году.

## Статистика
- Валовой внутренний продукт на 2004 год составляет 35 250 00,00 реалов (данные: Бразильский институт географии и статистики).
- Валовой внутренний продукт на душу населения на 2004 год составляет 3270,00 реалов (данные: Бразильский институт географии и статистики).
- Индекс развития человеческого потенциала на 2000 год составляет 0,639 (данные: Программа развития ООН).

## География
Климат местности: тропический.